# Brattøya
Brattøya är en norsk ö i Idefjorden, nära Halden, Østfold fylke. 
Förr fanns det ett torp på ön, tillhörande herrgården Rød herregård på Halden. När Kung Håkon VII besökte herrgården gick han på harjakt här. Vid folkräkningen år 1900 bodde sex personer på ön, som numera är obebodd. Ön såldes på 1950-talet till Haldens kommun som gjorde den till naturreservat.